# Homoplectra nigripennis
Homoplectra nigripennis is een schietmot uit de familie Hydropsychidae. De soort komt voor in het Nearctisch gebied.